# Lana Clelland
Lana Clelland, född den 26 januari 1993, är en skotsk fotbollsspelare som spelar för den italienska klubben Sassuolo. Clelland ingick i Skottlands lag under EM i Nederländerna 2017 och VM i Frankrike 2019.